# Mordella curvipalpis
Mordella curvipalpis es una especie de coleóptero de la familia Mordellidae.

## Distribución geográfica
Habita en Irán.